# Mujer de madera
A Mujer de madera (magyarul: Kőszívű nő) egy 2004 és 2005 között készült mexikói televíziós sorozat, amit a Televisa készített. A főszereplők Edith González, Gabriel Soto és Jaime Camil voltak, míg a gonosz szerepekben Maya Mishalska és Carlos Cámara Jr. voltak. A sorozat forgatása közben Edith Gonzáleszt terhessége miatt kiírták a sorozatból és helyébe Ana Patricia Rojo került.

## Történet
A történet főrszereplője Marisa Santibáñez Villalpando (Edith González) aki gyerekként egy autóban a családjával egy erdőtűzből próbál menekülni, ami a tanyájuk mellett keletkezett. Azonban egy fa az autójukra zuhan, Marissa és édesanyja kimenekülnek az autóból, ám egyik testvére Lucrecia  és apja Don Aarón (Julio Alemán) bent rekednek az autóban és velük együtt robban fel az autó. 
Évekkel később Marissa élete szerelméhez Cesarhoz (Jaime Camil) házasodik össze, már épp kimondanák az igent az oltárnál, amikor egy Maria Eugenia nevű nő megjelenik és azt állítja, hogy Cesartól vár gyereket. Az esküvőt lefújják és Marissa összeomlik. Megtörten keménnyé és rideggé válik. Cesar elveszi születendő gyermekének az anyját, de nem lesz boldog és nem tudja elfelejteni Marisszát. 
Carlos (Gabriel Soto) egy idealista, aki az illegális fakivágások ellen harcol. Rövidesen megismeri Marisszát akivel közös érdeke fűzödik, hogy megállítsák az illegális fakivágásokat és felfedezzék annak hátterét. Marisa számára világossá válik, hogy húga Aida szerelmes Carloszba. A férfiakkal kapcsolatos tapasztalata miatt eldönt, hogy viszony kezd Carlosszal, hogy megvédje húgát. Azonban rövidesen a vonzalom Marissa és Carlos között egyre erősebbé válik és végül szerelmesek lesznek egymásba. Aida emiatt úgy érzi, nővére elárulta őt és a dolgok csak tovább bonyolódnak mikor Cesar visszatér Marissa életébe. Időközben kiderül, hogy Marisa húga, Lucrecia (Adamari López) és édesapja Don Aarón él. 
Cesar felesége Maria Eugenia autóbalesetet szenvedett és meghalt, lánya, Antonia egy időre lebénult. Cesar emiatt úgy dönt visszatér oda, ahol minden elkezdődött. Cesar visszatérése hatása lesz Marissára is, a férfi úgy érzi bár megváltozott Marissa, mégis még mindig ugyanaz a nő, akit szeret. Szomorúan jön rá, hogy Marissa Carlosszal van együtt, de kész harcolni szerelméért. A helyzetet tovább bonyolítja Piedad, aki teljes szívéből gyűlöli Marisszát, nem is sejti hogy Marissa a nagynénje. Betegesen és megszállottan szerelmes Cesárba és - mint később Marissa számára is kiderül - ő volt a főoka annak, hogy Marissa és Cesar esküvője félbeszakadt. 
Efrain (Carlos Cámara Jr.)  hatalmas tűzet okoz a tanyán, ahol Marisa az apjával él. Cesárnak köszönhető Marissa kimenekül a tűzből, de az arca súlyosan megégedett: maradandó sérülései lettek. Teljesen eltorzult a külseje, egy szörnynek néz ki. Több műtét és kezelés után Marissa maszkot visel. Miután Marisáról eltávolítják a maszkot, teljesen más arca lett. Marissa (már Ana Patricia Rojo) sokkal erősebb személyiségű lett és emiatt nehezebb lesz Carlosznak és Cesarnak harcolnia Marisszáért. Marissa mindezek után még mindig Cesárba szerelmes. 
Carlos és Aida (Ludwika Paleta) boldog pár valamint Cesar és Marisa közt is ismét teljesen a harmónia és a szerelem. Úgy tűnik hogy végre minden rendben lesz - Cesar ismét megkéri Marisa kezét, aki erre igent mond. Cesar azonban nem tudja érezni az örömöt, mert Piedad újra közbeszól. Még mindig betegesen szerelmes Cesárba és tesz egy újabb kísérletet arra, hogy a férfi mellette maradjon. Megfenyegeti Cesart, hogyha Marisával összeházasodik, akkor a lánya fog azért megfizetni. A nagy nap eljött és Cesar döbbentet jön rá, hogy Piedád ördögi tervében a lányának dadusa is benne van. Ha Cesar igent mond, akkor a dadus méreginjekciót ad be a lányának, ami miatt lassú és fájdalmas halála lesz. 
Nagy fájdalommal, de Cesar az oltár előtt ismét nemet mond Marisának és a vendégek előtt kijelenti hogy gyűlöli Marisát és csak azért akart vele házasodni, hogy bosszút álljon rajta. Az esküvőt Cesar elhagyja, majd ezután őt és a lányát is túszul ejti Piedad. Marisa mély fájdalomban zokog miután ismét az oltárnál faképnél hagyták, a fájdalomból orvostársa, Marco Antonio (Roberto Blandón) oldalán vígasztalódik. Cesarnak végül sikerül megszöknie Piedadtól és azonnal Marisához rohan hogy tisztázza a helyzetet. Marisa hisz a férfinek, de amikor meg akarja őt Cesar csókolni, valami oknál fogva ellöki magától a férfit, fóbiája lett. Minden alkalommal ahogy Cesar közeledni próbál hozzá, emlékszik arra, ahogy másodjára is otthagyta az oltárnál. Cesar megbántódik és azt hiszi, már Marco Anotnióba szerelmes Marisa. 
Néhány vita után Marisa és Cesar szakítanak, majd Marisa Marco Antionóval randevúzgat, de még mindig Cesart szereti, ami miatt Marco Antonio dühös lesz. Cesar Alondrával kezd viszonyt, de ő sem tudja elfelejteni Marisát.

## Szereposztás
- Edith González / Ana Patricia Rojo - Marisa Santibáñez Villalpando
  - Natalia Juárez - Marisa Santibáñez gyerekként
- Gabriel Soto - Carlos Gómez
- Jaime Camil - César Linares
- Ludwika Paleta - Aída Santibáñez Villalpando
- María Sorté - Celia de Gómez
- Maya Mishalska - Piedad Villalpando / Caridad Villalpando
- Adamari López - Lucrecia Santibáñez Villalpando
- Julio Alemán - Aarón Santibáñez
- Carlos Bracho - Ramiro Linares
- Claudio Báez - Benjamín Gómez
- Carlos Cámara Jr. - Efraín Gutiérrez Soto
- Lorena Tassinari - Rocío Domínguez
- Jorge Consejo - Flavio Garcini
- Lupita Lara - Lucía Ruíz
- Erika García - Andrea Gómez
- José Luis Cordero - Felipe Calderón
- Andrea García - Alicia
- Irina Areu - Mago
- Alejandro Villeli - Cruz
- Roberto Tello - Buda
- Ricardo Barona - Sergio Portillo "El Perico"
- Michelle Ramaglia  Vicky Galván
- Silvia Ramírez - Carmen
- Mauricio Barcelata - Vicente
- Gabriela Zamora - Jennifer
- Karla Lozano - Antonia Linares
- Otto Sirgo - Leopoldo Rebollar
- Jorge Poza - Rogelio Rebollar
- Nailea Norvind - Viviana Palomares
- Roberto Blandón - Marco Antonio Yañez
- Frances Ondiviela - Georgina Barrenechea
- Adriana Laffan - Jimena
- Toño Infante - Angelo
- Juan Carlos Casasola - Heriberto
- Zoila Quiñones - Adelaida Portillo
- Gustavo Negrete - Edmundo Rivas-Cacho
- Anghel-  Clarabella Portillo
- Rodolfo Velez - Maxiliano Portillo
- Mayrín Villanueva - Mariana Rodríguez
- Ricardo Silva - Ernesto
- Raúl Ochoa - Raúl
- Eduardo Cuervo - Horacio
- Elías Chiprout - Adán Barrenechea
- Claudia Troyo - Deby
- Hugo Aceves - Aldo
- Silke Ruiz - Montserrat Urrutia
- Paola Treviño - Alondra Rivas-Cacho

## Érdekesség
- Gabriel Soto, Ludwika Paleta,Adamari López, Mayrín Villanueva , Julio Alemán és Nailea Norvind korábban együtt szerepeltek a Szeretők és riválisok sorozatban, aminek szintén Emilio Larosa volt a producere.
- María Sorte, Gabriel Soto, Jaime Camil és Julio Alemán korábban együtt szerepeltek a Mi destino eres tú című sorozatban.
- Gabriel Soto és Julio Alemán korábban együtt szerepeltek a A szerelem ösvényei című sorozatban.
- Edith González, Julio Alemán és Claudio Báez korábban együtt szerepelt az Esperanza című sorozatban.
- María Sorté és Claudio Báez korábban együtt szerepeltek a Titkok és szerelmek című sorozatban.